# Isabell Ege

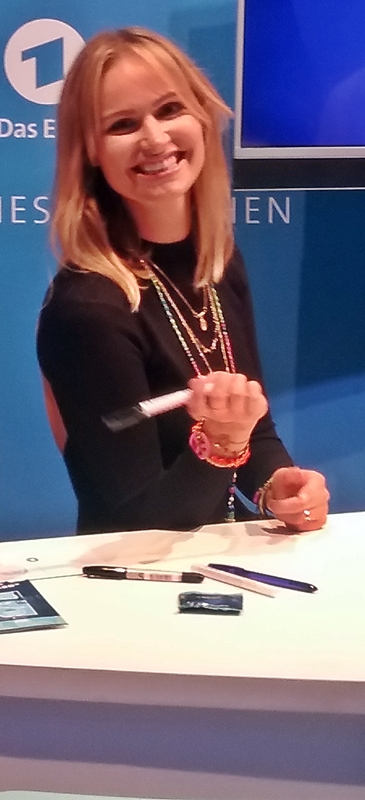
Isabell Ege (2018)

Isabell Sophie Ege (* 24. September 1984 in Lindau (Bodensee)) ist eine deutsche Schauspielerin.

## Leben
Isabell Ege absolvierte ihre Schauspielausbildung bis zum Jahr 2005 an einer Schauspielschule in Hamburg. Sie spielte von November 2009 bis September 2010 die Rolle der Jessica Schneider in der Sat.1-Serie Eine wie keine. Dies war ihr Seriendebüt. Zuvor spielte sie bereits in diversen Kurzfilmen mit. Als Bühnendarstellerin wirkte Ege in Theaterstücken wie beispielsweise Ein Sommernachtstraum oder Egmont mit. Von November 2017 (Folge 2817) bis Januar 2020 (Folge 3303) war Ege als Jessica Bronckhorst in der ARD-Telenovela Sturm der Liebe zu sehen.
Isabell Ege lebt in München. Neben ihrer Muttersprache Deutsch spricht Ege auch fließend Englisch und Russisch.

## Filmografie
- 2006: Nächste Reihe (Kurzfilm)
- 2007: Sophies Reise (Kurzfilm)
- 2007: Planlos (Kurzfilm)
- 2008: Pony und Braun (Kurzfilm)
- 2008: Ein Leben aus der Sicht der Nächsten (Kurzfilm)
- 2008: Die Treuhänderin
- 2009: Der Hund Ethak (Kurzfilm)
- 2009: Es ist gleich vorbei (Kurzfilm)
- 2009–2010: Eine wie keine (Fernsehserie)
- 2011: Um Himmels Willen (Fernsehserie, Folge: Super Duper)
- 2011: Schmidt & Schmitt – Wir ermitteln in jedem Fall (Fernsehserie, 1 Folge)
- 2011: Flaschendrehen (Fernsehfilm)
- 2011: Das Traumschiff (Fernsehserie, Folge 65: New York, Savannah, Salvador da Bahia/Brasilien)
- 2012: SOKO München (Fernsehserie, Folge: Eine Geistergeschichte)
- 2012: Heiter bis tödlich: Hauptstadtrevier (Fernsehserie, Folge: Der Wohltäter)
- 2013: Küstenwache (Fernsehserie, Folge: Miss Ostsee)
- 2013: SOKO Wismar (Fernsehserie, Folge: Lockvogel)
- 2014: Ein Fall für zwei (Fernsehserie, Folge: Verhängnisvolle Freundschaft)
- 2014: Der Mann ohne Schatten (Fernsehfilm)
- 2015: Hubert und Staller (Fernsehserie, Folge: Der kleine Unterschied)
- 2017–2020: Sturm der Liebe (Telenovela, 486 Folgen)[9]